# 沒有你的新學期
沒有你的新學期是香港女歌手詹天文的出道作，由Larry Wong作曲及編曲、T-Rexx填詞、舒文@Zoo Music監製，於2023年3月31日由愛爆音樂發行。

## 背景及發行

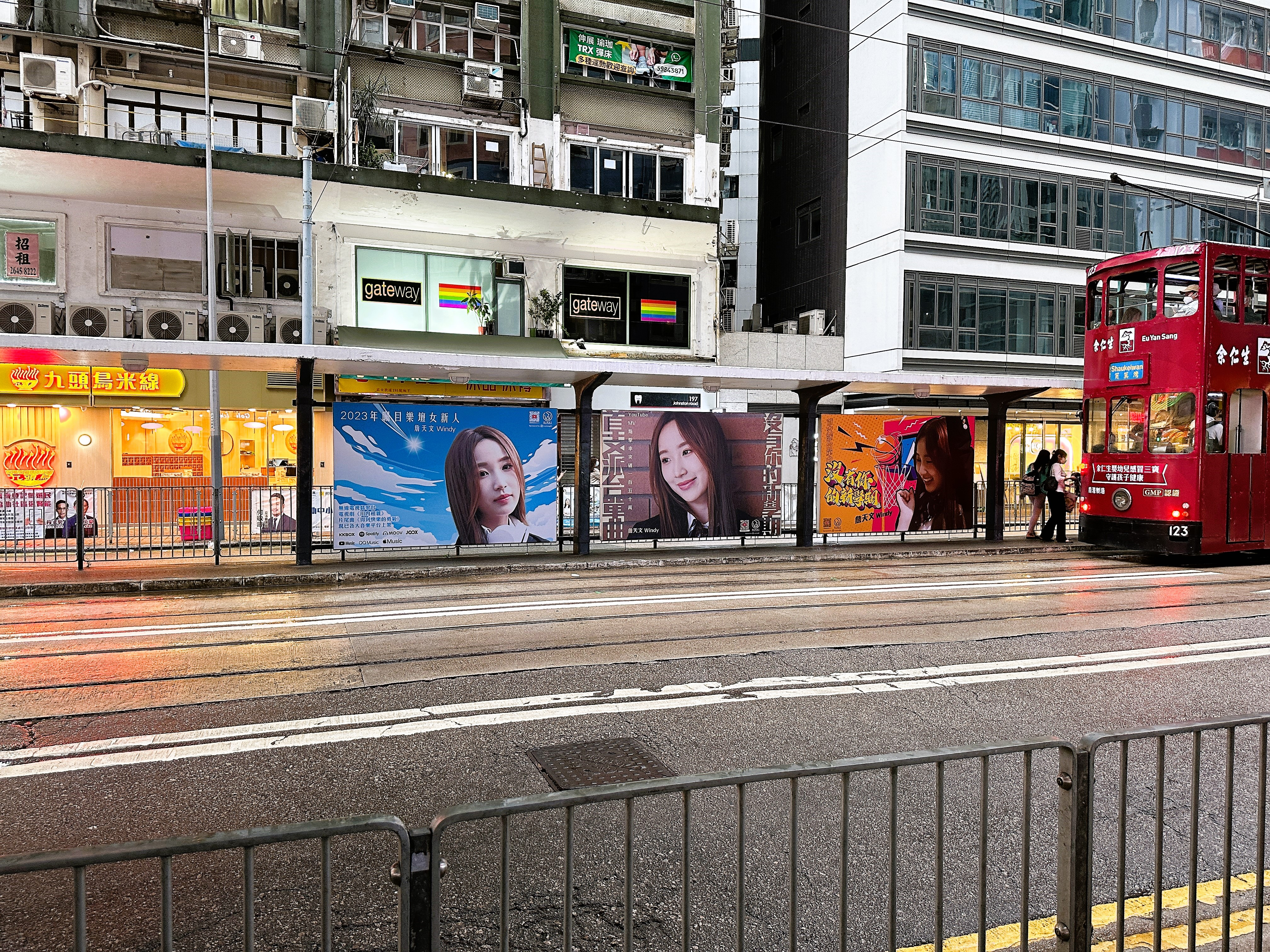
位於香港灣仔菲林明道電車站的歌曲應援廣告，攝於2023年5月13日

詹天文出身自無綫電視歌唱選秀節目《聲夢傳奇》第一季，早於2021年已以香港女子組合After Class成員身分以單曲要為今日回憶出道，後於2022至2023年間先後為無綫電視播出的多套劇集演唱片尾曲，包括《雙生陌生人》的再說我願意、外購劇《尚食》的愛情許可證，以及《新四十二章》的原來寂寞得多， 惟沒有你的新學期方為其首支向各大電子傳媒派台的個人出道單曲。
歌曲於2023年3月31日經愛爆音樂發行到串流平台後， 被派送至香港各大電子傳媒，包括新城電台及香港商業電台。

## 創作與製作
沒有你的新學期由Larry Wong作曲及編曲、T-Rexx填詞、舒文@Zoo Music監製。此歌時長4分18秒，以
拍的升F大調／降G大調創作，每分鐘118拍。

### 歌詞意念
歌曲創作理念源於校園青蔥歲月，講述尚為學生的女主人翁快將轉校並告別原來的校園生活，須與同窗好友以及戀人各奔前程，遂感不捨。歌曲並表達了女主人翁在寂寞時會與其同性摯友相約玩樂，亦會想起與其心儀的異性對象之間的小經歷。據詹天文於歌曲音樂影片的製作特輯中自述，曲名原來暫名轉校生和異校戀人，源於填詞人T-Rexx在瀏覽詹天文的個人Instagram帖子後，得悉其曾於就讀小學時轉校；填詞人亦遂將相關經歷寫入歌詞中。

## 製作團隊
製作人員名單摘自歌曲音樂影片片尾鳴謝名單：
- 主唱、和音：詹天文
- 作曲：Larry Wong
- 填詞：T-Rexx
- 編曲：Larry Wong
- 監製：舒文@Zoo Music
- 結他：黃仲賢
- 低音結他：Ho Chun Kit
- 鍵琴、鋼琴：Larry Wong
- 弦樂編排：Larry Wong
- 弦樂演奏：BJ String
- 錄音：Kim Lee、舒文@Zoo Music
- 混音：ray@ray.com.hk、舒文@Zoo Music
- 音樂影片演出：詹天文、陳偲穎、Wong Lok Lam、Lok Yin
- 拍攝場地提供：國際基督教優質音樂中學暨小學
- 編導：Kelvin Law、Little Hey
- 攝影：Yip Wing Shing、Lee Ka Hong

## 音樂影片
本曲的音樂影片乃於詹天文本身正就讀的國際基督教優質音樂中學暨小學校園內拍攝，內容主要是穿著校服設計戲服的詹天文，與三位飾演其同學的演員在課餘時間於校園內休憩和嬉戲的情景，包括在課室談天、於操場打籃球等。位於該校校舍正中央、設有以鋼琴琴鍵為裝飾的觀眾席的圓形露天廣場亦為其中一個主要取景地。音樂影片亦有穿插一些以舊式相機鏡頭呈現的畫面，以表現回憶感覺。 其中一位飾演詹天文同學的演員為無綫電視童星陳偲穎。 此外，據詹天文自述，因為錄製歌曲時其年齡未滿18歲（其於推出當時為17歲），故不方便於音樂影片中安排男性角色。
詹天文亦曾表示她為拍攝音樂影片需要節食減肥。

## 榜單成績

### 香港電子傳媒
| 排行榜（2023年） | 最高排名 |
| ---------------- | -------- |
| 勁爆本地榜       | 5        |
| 勁歌金榜         | 13       |

#### 新城知訊台 勁爆本地榜 走勢
| 週次     | 第18週 | 第19週  |
| 放榜日期 | 5月6日 | 5月13日 |
| 榜上位置 | 9      | 5       |
| -------- | ------ | ------- |

#### 無綫電視 勁歌金榜 走勢
| 週次     | 第21週  | 第22週 | 第23週  |
| 放榜日期 | 5月27日 | 6月3日 | 6月10日 |
| 榜上位置 | 17      | 13     | 18      |
| -------- | ------- | ------ | ------- |

## 迴響

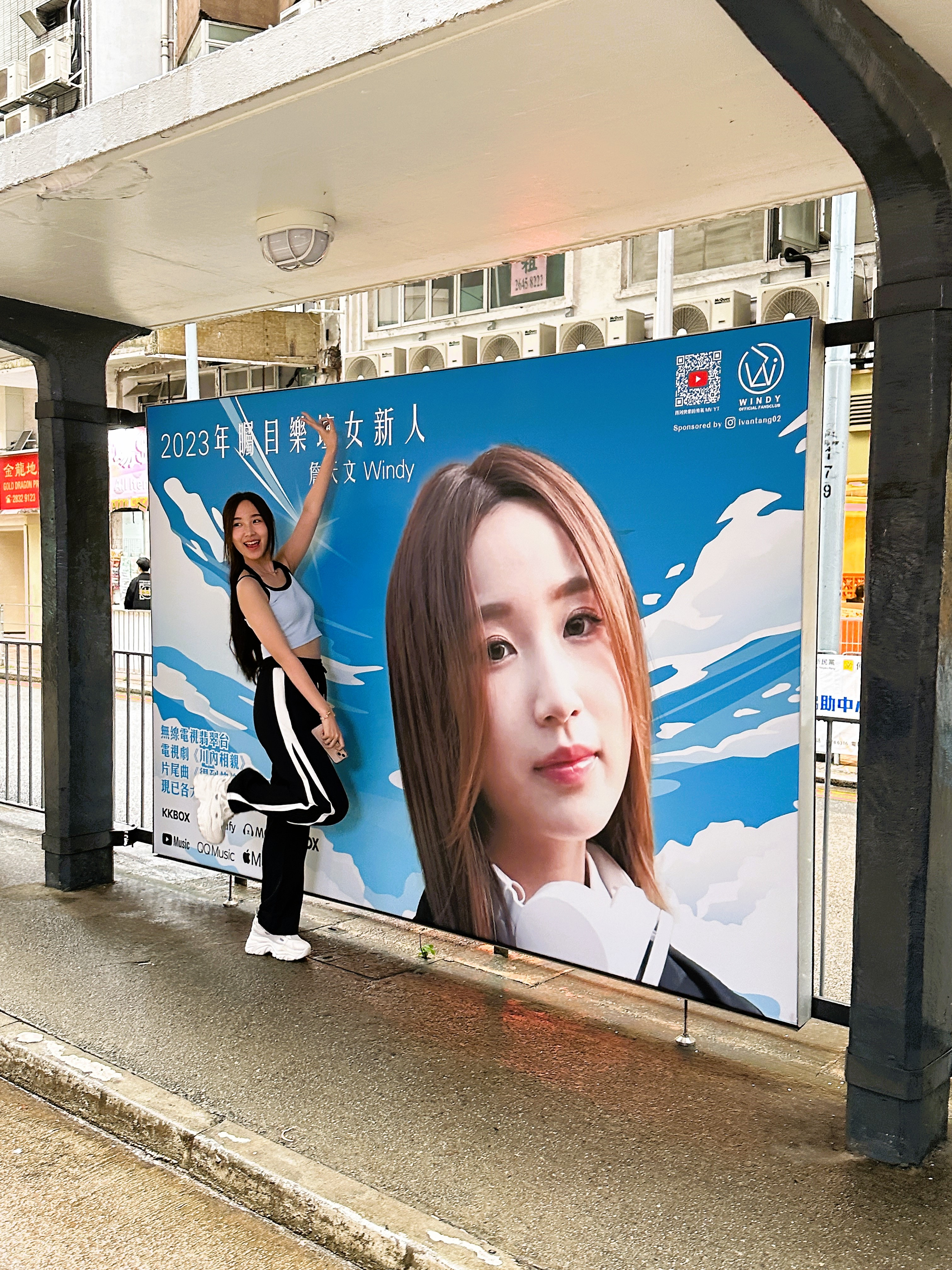
詹天文與位於菲林明道電車站的歌曲應援廣告合照，攝於2023年5月13日

歌曲於串流平台上架後，曾連續八天於iTunes香港熱門廣東歌排行榜登上榜首。音樂影片上載至YouTube的15日後點擊率達100萬，近一個月後點擊率達138萬，一個半月後點擊率達200萬。此外，音樂影片並曾登上YouTube香港區熱門歌曲排行榜第十位。
網媒Hong Kong Singer Channel的文章形容此歌「朗朗上口，容易入腦」，詹天文真實的學生身份並在母校拍攝音樂影片可謂「人歌合一」。